# استرپتوکوک سانگوئینیس
استرپتوکوک سانگوئینیس که سابقاً استرپتوکوک سانگوئیس نیز نامیده می‌شد، گونه‌ای از استرپتوکوک است که در گروه استرپتوکوک‌های ویریدانس قرار می‌گیرد. این باکتری، فلور نرمال دهان انسان بوده و به ویژه در پلاک‌های دندانی یافت می‌شود. استرپتوکوک سانگوئینیس ممکن است بر اثر دستکاری‌های دندانپزشکی یا جراحی‌های دهان، وارد جریان خون شده و به عنوان بیماریزای فرصت طلب عمل نماید. این باکتری ممکن است موجب اندوکاردیت تحت حاد و عفونت دریچه‌های میترال یا آئورتی شود. به همین دلیل بسیاری از جراحان، پیش از عمل جراحی بر روی دهان، به صورت پیشگیرانه آنتی بیوتیک برای بیماران تجویز می‌نمایند. در صورت بروز عفونت، درمان سخت‌تر خواهد بود و بیمار نیاز به تجویز پنی سیلین و آمینوگلوکوزیدها به مدت چند هفته خواهد داشت. تعیین توالی ژنوم کامل استرپتوکوک سانگوئینیس در سال ۲۰۰۷ در آزمایشگاه‌های دانشگاه ویرجینیا کامنولث انجام پذیرفت.